# Johann Georg Urbansky
Johann Georg Urbansky, Jan Jerzy Urbański, cz. Jan Jiří Urbanský (ur. ok. 1675 przypuszczalnie w Chlumcu, Czechy, zm. po 1739) – czeski rzeźbiarz epoki baroku, aktywny głównie we Wrocławiu.

## Życiorys

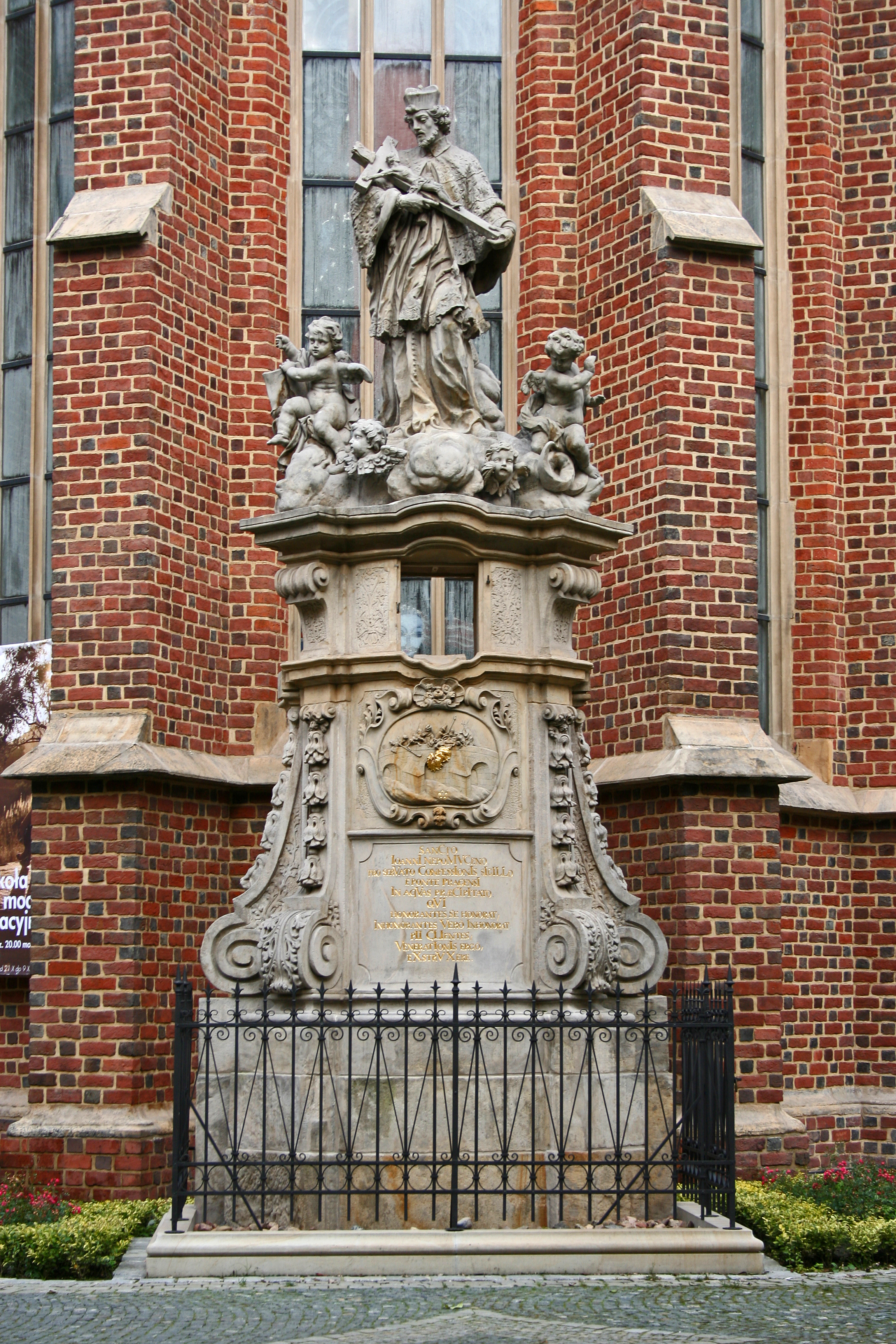
Rzeźba św. Jana Nepomucena przed kościołem św. Macieja

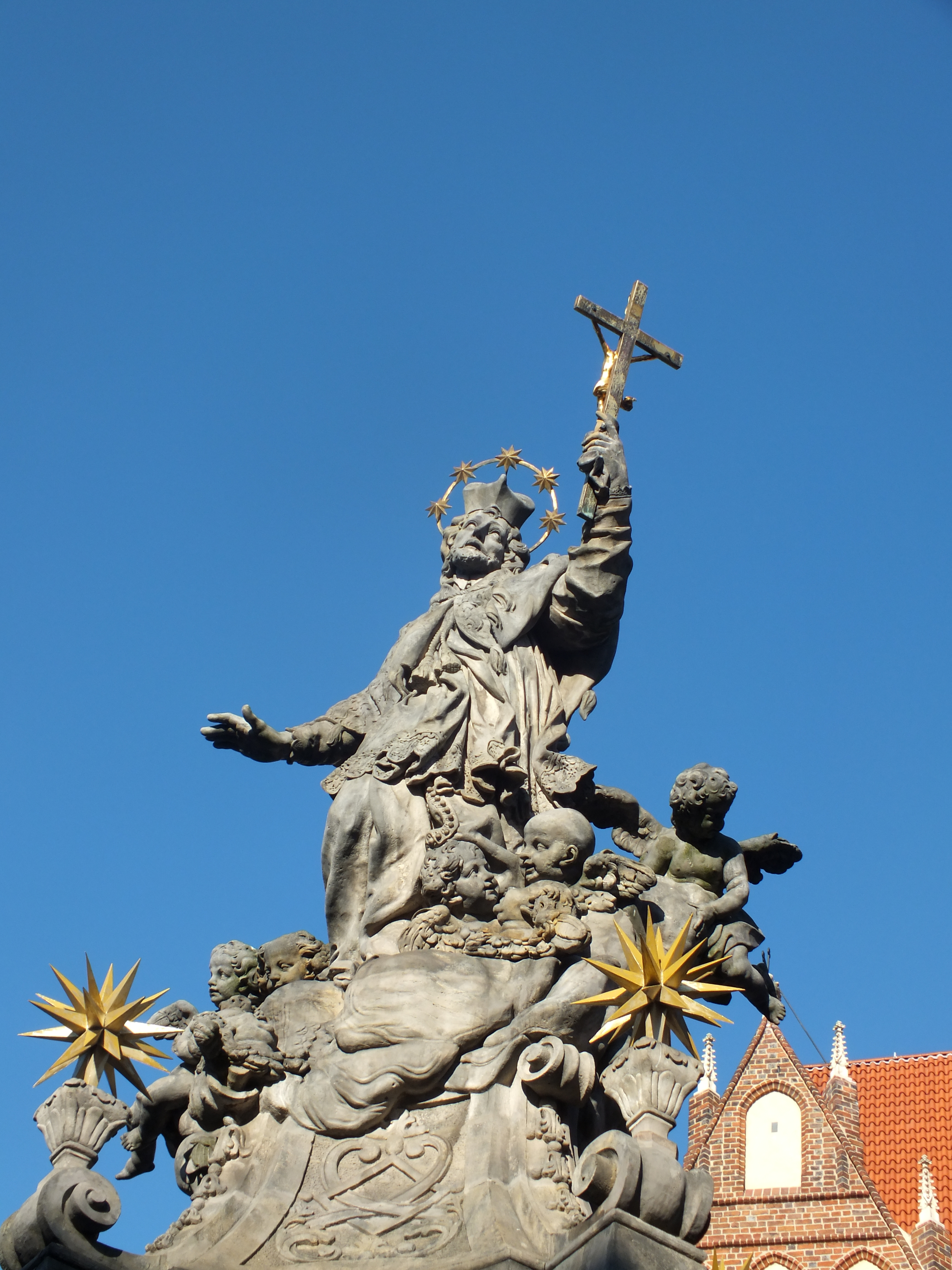
Wrocław, Ostrów Tumski, pomnik św. Jana Nepomucena przed kolegiatą pw. Krzyża Świętego

Po stracie w dzieciństwie rodziców uczył się stolarstwa u swego brata w Chabařovicach. W latach 1693–1697, dzięki protekcji i stypendium właściciela Chlumca hrabiego Johanna Franza von Kolowrat-Krakowsky’ego, kształcił się u praskiego artysty rzeźbiarza Jana Brokoffa. Umowa zawarta pomiędzy nimi m.in. mówiła, że młodu adept nauczy się od podstaw sztuki rzeźbiarskiej, zarówno w kamieniu, jak i w drewnie. W 1697 roku, w efekcie sporu ze swoim mistrzem (Urbansky miał czuć się wyzyskiwany przez swojego mistrza) zbiegł do Budziszyna, gdzie praktykował u Theodora Pauseweina, a po ukończeniu nauki u niego rozpoczął w tym mieście pracę rzeźbiarza. W czasie pobytu Urbansky’ego w Budziszynie doszło do złagodzenia sporu z pierwszym mistrzem rzeźbiarza, co przełożyło się w propagowaniu jego warsztatu poza granice. Po raz pierwszy jego nazwisko pojawiło się dokumentach związanych z Wrocławiem w 1708 roku prawdopodobnie w związku z zaproszeniem przez kapitułę do miasta; Adam Chądzyński podaje datę 1718. Zamieszkał na Ostrowie Tumskim. W 1719 lub w 1720 roku uzyskał obywatelstwo Wrocławia (prawa miejskie). Obecność Johanna Urbansky’ego we Wrocławiu udokumentowana jest do 1732 roku. Po tej dacie artysta przebywała na terenie Rzeczypospolitej. Nieznane jest miejsce ani data śmierci artysty.

## Twórczość
Większość prac artysta wykonywał w drewnie i w piaskowcu; wyjątek stanowią płaskorzeźby z alabastru w katedrze wrocławskiej oraz stiukowe figury św. Anny i Hieronima w kaplicy Hochberga. W okresie baroku wiele prac wykonywanych była zbiorowo dlatego dokładna identyfikacja dzieł poszczególnego artysty jest utrudniona. Powstawało wówczas wiele kopii prac, które również uważane były prace wysoce wartościowe. Przy pracach związanych z kaplicą Matki Boskiej Bolesnej ufundowanej przez Hochberga, Urbansky był wykonawcą, jak i artystą-inwentorem, projektantem. Charakterystyczną cechą prac Urbansky’ego był silny związek z praskim warsztatem Brokofów, podtrzymywany przez Ferdynanda Maksymiliana Brokofa, kolegi mistrza z lat szkolnych, który tworzył we Wrocławiu w tym samym okresie co Urbansky. Wyróżniającą cechą w pracach mistrza jest, w rzeźbie figuralnej zachowującej poprawne proporcje anatomii ludzkiej, tendencja do zachowania zwartości bryły. Ruch jest ograniczony do kilku małych gestów, przechylenia głowy lub gestu rozpostartych i wskazujących rąk. Wykonane figury miały dawać dwuwymiarowy efekt i przystosowane były do oglądania frontalnego. Taki sposób przedstawiania postaci widoczny jest impresyjnych kompozycjach płaskorzeźbionych scen z kazalnicy katedralnej. Urbański w szczególności skupiał się na detalach: w przedstawieniu szat, bujnych pukli włosów, w licznych ozdobach w formie zwojów liści akantu.

## Potwierdzone prace Urbańskiego
- 1719–1723 – wystrój rzeźbiarski ambony we wrocławskiej katedrze[4], a także dla tej samej świątyni konfesjonały i antepedia bocznych ołtarzy[11][12];
- 1723–1724 – alabastrowe reliefy epitafiów biskupów wrocławskich Gotfryda i Nankera w katedrze[4][1], projekt autorstwa Krztsztofa Tauscha[10];
- 1722–1725 – dekoracje prospektu organowego w kościele św. Marii i Magdaleny[4], głównie dwie hermy przedstawiające Dawida i Assafa zachowane do 1945 roku we wrocławskim Muzeum Starożytności[13];
- 1723– pomnik św. Jana Nepomucena przed kościołem św. Macieja[4][13];
- 1724–1727 – rzeźba św. Anny w kościele bonifratrów we Wrocławiu[14]
- 1726 – ołtarz Matki Boskiej Bolesnej w kościele Bożego Ciała[1][4];
- 1726 – rzeźby Ojców Kościoła na balustradzie oddzielającej prezbiterium od reszty katedry wrocławskiej (współcześnie postacie Grzegorza Wlk. oraz św. Hieronima są w katedrze, a św. Ambrożego i Augustyna znajdują się w kościele św. Marcina w Stężycy w Stężycy)[15][16];
- 1727 – rzeźby ołtarzowe św. św. Anny i Hieronima w kaplicy Hochberga, w kościele św. Wincentego i św. Jakuba we Wrocławiu[4][13], tamże wykonał również figury 4 aniołów[17]. Do 2013 uważano, że rzeźby Urbansky’ego z tej kaplicy są stiukowe, co byłoby wyjątkowe w jego twórczości, gdyż rzeźbił on tylko w drewnie lub kamieniu, jednak nowsze badania ustaliły, że tworzywem jest nie stiuk a piaskowiec[18];
- 1727 – 1729 – dekoracje prospektu organowego kościoła łaski w Jeleniej Górze[9] (wg Oszczanowskiego praca przypisywana warsztatowi Urbansky’ego[19]).
- 1729 – pomnik św. Nepomucena ustawiony koło kościoła św. Maurycego[9], wg Scheuermanna praca przypisywana[13].
- 1730–1732 – prace (wraz z Johannem Albrechtem Siegwitzem[9]) nad kolejną rzeźbą św. Nepomucena, znajdującą się obecnie przed kościołem św. Krzyża[1][4], projekt autorstwa Krztsztofa Tauscha[a][10];
- 1731 – trzy figury dla kościoła augustianów w Żaganiu[9][4];
- 1733 – pomnik św. Nepomucena w 1733 roku w Tyńcu nad Ślęzą[9].

### Prace przypisywane
- 1721 – ołtarze główny i boczne w kościele św. Antoniego
- 1724 – pomnik św. Jana Nepomucena dla klasztoru jasnogórskiego w Częstochowie[9]
- 1730–1738 – stalle w kościele benedyktynów w Lubiniu (autorstwo przypisywane)[20].

## Upamiętnienie
Wybranym aspektom twórczości Urbańskiego poświęcono w 2023 r. wystawę czasową w Muzeum Narodowym we Wrocławiu.
Urbański jest patronem ulicy na wrocławskim Dąbiu.